# Iglesia de la Santissima Annunziata (Turín)
La iglesia de la Santissima Annunziata es una iglesia de Turín se encuentra en via Po.

## Historia
Fue construida entre 1648 y 1656 según un proyecto de Carlo Morello por encargo de la Cofradía de la Santísima Anunciada a lo largo de via Po, eje de la nueva expansión de la ciudad.

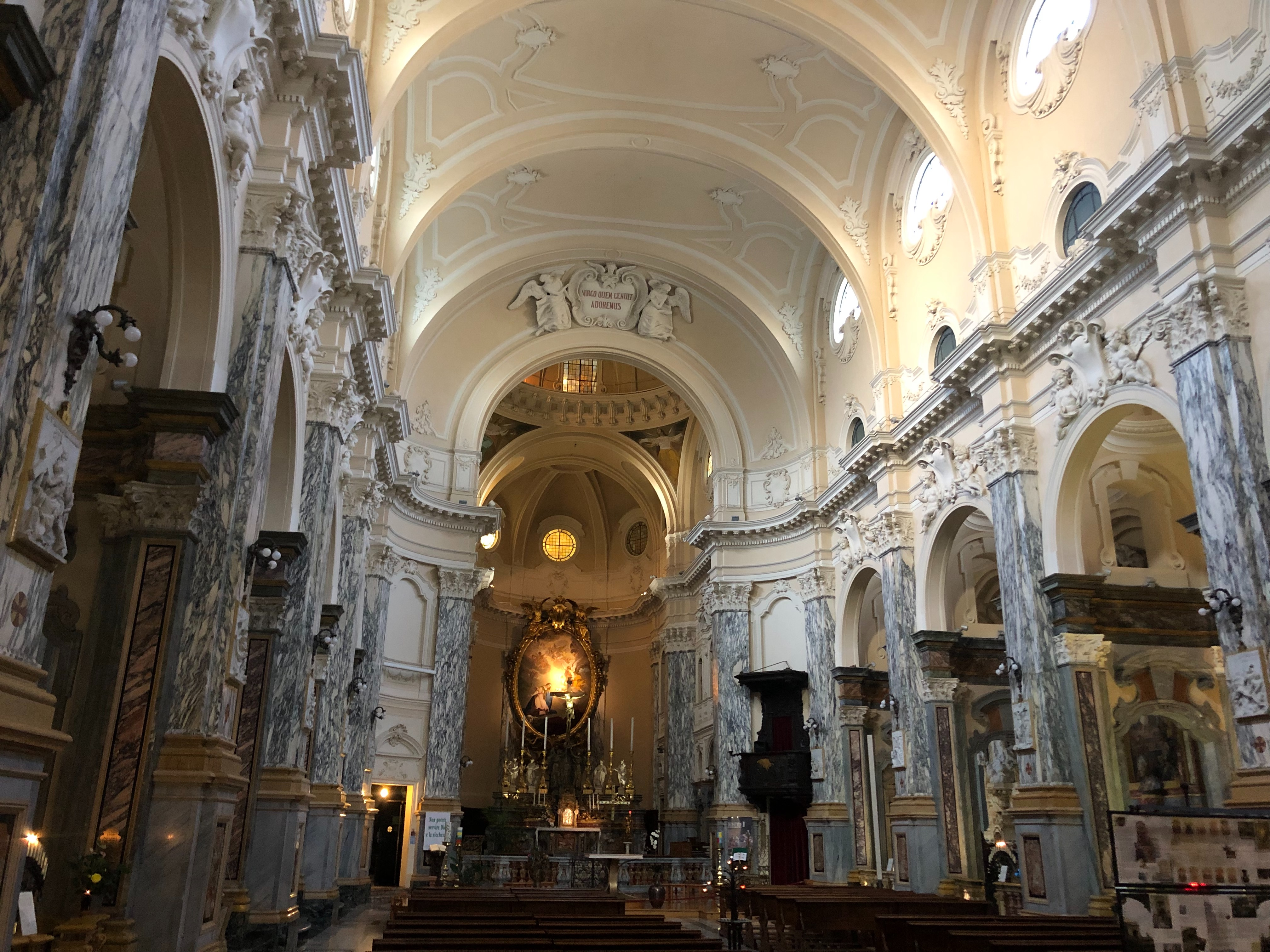
El interior

Inicialmente el edificio tenía planta de una sola nave y sin pórticos en fachada en continuidad con la calle. El edificio fue ampliado poco después, 1693. con la ampliación del coro y la adición de dos capillas laterales. En el siglo XVIII la iglesia se enriqueció con importantes obras de arte como el altar mayor de Bernardo Vittone y la máquina procesional de madera creada según un diseño Beaumont de Giuseppe y Stefano Maria Clemente y el altar y la balaustrada relacionada de la capilla de la Addolorata, obra de Francesco Martínez, sobrino de Simone Martínez. La fachada no fue completada hasta 1776 por el propio Francesco Martínez, a quien se le añadieron los pórticos en el siglo XIX para adaptarse a la forma de la calle. A finales del siglo XIX el edificio no se encontraba en buen estado y resultaba insuficiente para las necesidades de la comunidad atendida por la cofradía, por lo que en 1913 se decidió derribarlo y reconstruirlo. El proyecto, confiado al ingeniero Giuseppe Gallo, se inició en 1919 y se concluyó definitivamente en 1934. El edificio actual se ha desplazado hacia el lado oeste con respecto a la posición original para permitir la apertura de via Sant'Ottavio y fue construido según los cánones del barroco romano, mientras que las principales obras originales se trasladaron al interior.